# 瓦爾哈拉

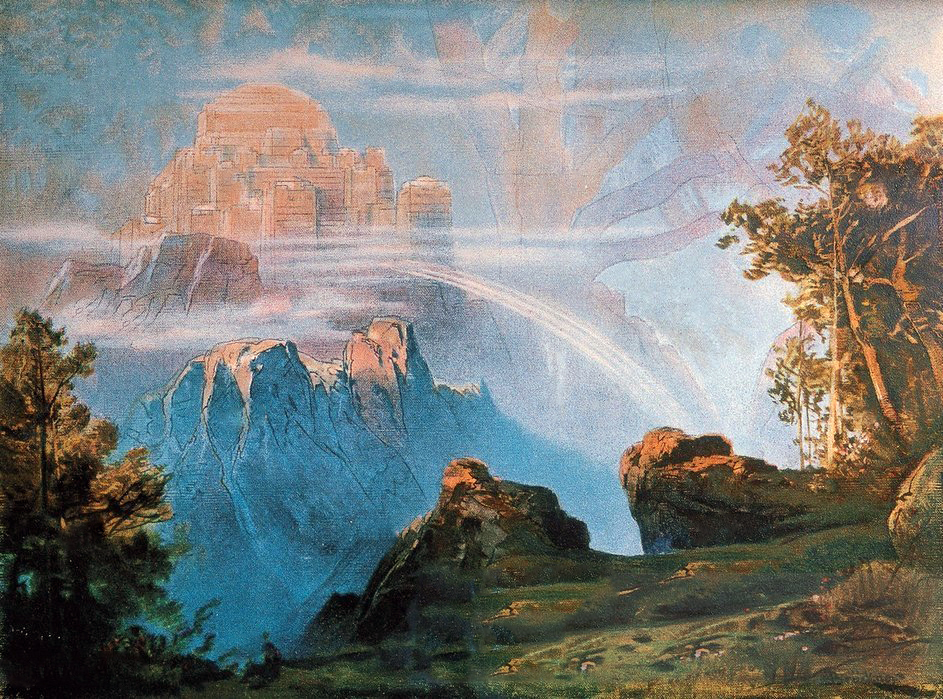
“瓦爾哈拉” (1896)，由Max Brückner创作。

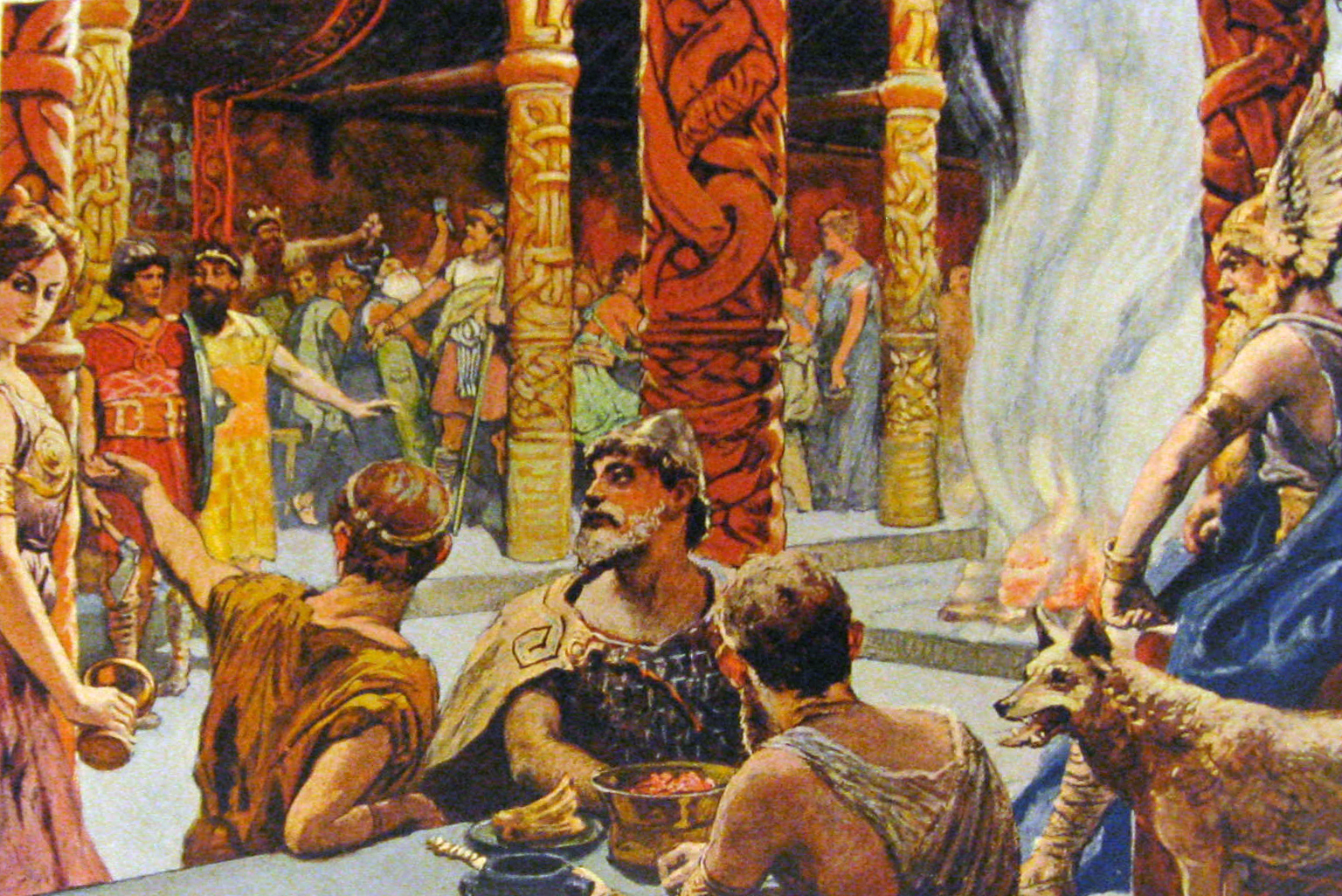
“瓦爾哈拉” (1905)，由Emil Doepler创作。

在北歐神話中，瓦爾哈拉（「被弒者之殿」171-172，又译英灵殿）是位於阿斯加德的一個雄偉的大廳，由奧丁所統治。在戰鬥中死去的人，有一半在死後由女武神瓦爾基麗 (Valkyrja) 帶領前往瓦爾哈拉，與奧丁在一起。而另一半則被女神弗雷亞選中，前往弗爾克范格的戰場。在瓦爾哈拉，死去的戰士們（被稱為英靈戰士）和日爾曼英雄和國王一起，準備在諸神的黃昏中幫助奧丁。
大廳前矗立著黃金的梣樹，而大廳的天花板上掛著金色的盾牌。瓦爾哈拉周圍生活著各種生物，如雄鹿艾克米爾尼爾（Eikþyrnir）和山羊海德倫（Heiðrún），它們被描述為站在瓦爾哈拉的頂端，吞食世界樹的葉片。
瓦爾哈拉的記載主要來自北歐神話的核心文本《詩體埃達》、《散文埃達》（由斯諾里在13世紀寫成）。在《海姆斯克林拉》（亦是由斯諾里在13世紀寫成）中，以及在《法格斯金納》中彙編的一首10世紀用於紀念挪威國王血斧埃里克之死的匿名詩《埃里克之歌》也提及瓦爾哈拉的存在。
瓦爾哈拉啟發了無數的藝術作品、出版物和流行文化，並且是被選中的死者的武鬥（或其他）大廳的同義詞。

## 文本出處

### 詩體埃達
瓦爾哈拉在詩體埃達中的格里姆尼爾之歌和海爾吉之歌（二）中被詳細提及，亦在女巫的預言中的第33節被間接提及，其中巴德爾的死亡被稱為「瓦爾哈拉的悲哀」:8。 在《海恩德拉敘事詩》第1至3節中，女神弗蕾亞表示她打算與女巫海恩德拉一起騎馬去瓦爾哈拉，以幫助侏儒歐特，以及在第6至7節中，在兩人的爭執中再次提到瓦爾哈拉。:253-254

#### 格里姆尼爾之歌
在《格里姆尼爾之歌》第8至10節中，奧丁（以格里姆尼爾的身份）說瓦爾哈拉是位於格拉茲海姆當中。奧丁將瓦爾哈拉描述為閃耀且金色的，從遠處看，它 「平靜地升起」。每天奧丁都會從那些在戰鬥中死亡的人中挑選出可以到瓦爾哈拉的英靈戰士。瓦爾哈拉的椽上有矛杆，屋頂上掛著盾牌，長椅上散落著大衣，西門前掛著一隻狼，一隻鷹在上面盤旋。:53
在第22節到第24節中，奧丁給出了更多關於瓦爾哈拉的細節：古老的聖門瓦爾格林德矗立在瓦爾哈拉前，而瓦爾哈拉有五百四十個門可供八百人可以同時通過（在諸神的黃昏中，英靈戰士將從這裡出來與芬里爾交戰）。雷神索爾的大廳閃電宮亦位於瓦爾哈拉中，有著五百四十個房間。 在第25至26節，奧丁說山羊海德倫和雄鹿艾克米爾尼爾站在瓦爾哈拉頂部，在世界樹的樹頂吞食著世界樹的葉片。海德倫的乳房生產許多蜂蜜酒，透過艾克米爾尼爾的鹿角將蜂蜜酒滴入流出所有的泉水的赫瓦格密爾。:55

#### 海爾吉之歌（二）
在《海爾吉之歌（二）》的第38節中，英雄海爾吉死後去了瓦爾哈拉。在第38節中，描述了海爾吉在那裡的榮耀。
海爾吉在首領們身邊也是如此
像荊棘叢旁復燃的灰燼
和被露水浸濕的年輕雄鹿，
雄鹿超越了所有其他動物

而牠的角在天空中閃閃發光。
海爾吉到達瓦爾哈拉後，奧丁要求海爾吉協助一同管理事情。在第39節中，海爾吉讓他的敵人亨丁做一些不體面的工作；，例如為那裡所有的人取足浴盆、點火、拴狗，看管馬匹、喂豬，然後他才能睡覺。
在第40至42節中，海爾吉帶著一大群人從瓦爾哈拉回到了中土。海爾吉的女武神之妻希格露恩的女僕看到海爾吉和他的隨從騎馬進入墳塋後，便問自己是否遇到了幻覺，諸神的黃昏是否已經開始，或者是否海爾吉和他的人被允許返回。:139在接下來的詩句中，海爾吉回答說這些事情都沒有發生，於是希格露恩的女僕就回家告訴希格露恩墳塚已經打開，希格露恩應該去那裡找海爾吉照顧他的傷口。希格露恩走進墓穴後，發現海爾吉渾身是血，頭髮上結滿了霜。希格露恩對重逢充滿了喜悅，在他脫下外套之前就吻了他，並問如何才能治癒他。希格露恩在那裡鋪了一張床，兩個人一起睡在封閉的墳塚裡。海爾吉醒來後說他必須「沿著血紅色的道路騎行，讓蒼白的馬踏上天空之路」，並會在公雞薩爾戈夫尼爾（Salgófnir）鳴叫之前回來，其後便和眾人騎馬離開。希格露恩和她的僕人回到了自己的房子後，命令她的女僕第二天一同在墳塋上等他，但當她在黎明時分到達時，發現他仍在進行自己的旅程。詩末的散文敘述希格露恩最後因悲傷而死，但兩人其後被認為重生成海爾吉 ‧ 哈丁賈斯卡蒂和女武神卡拉。:139-141

### 散文埃達

#### 欺騙古魯菲
在《散文艾達》中第一次提到瓦爾哈拉的地方是在第二章的欺騙古魯菲中，國王古魯菲化身為一個名叫岡格列里（Gangleri）的老人前往阿斯加德，尋找眾神力量的來源。
敘述中說，亞薩神族預言了他的到來，並為他準備了宏大的幻象，所以當岡格列里進入要塞時，他看到了高得難以看清的大廳，並注意到大廳的屋頂就像瓦片一樣覆蓋著金色的盾牌（斯諾里在此引用了在《赫維尼爾的瑟約多夫》中的詩句）。岡格列里看到大廳門口有一個人在耍短劍，並同時讓七把短劍在空中。這個人說這個大廳屬於他的國王，並補充說他可以把岡格列里帶到國王那裡。岡格列里跟著他的同時，他身後的門被關上了。在他的周圍，他看到了生活區中有一大群人，其中一些人在玩遊戲，一些人在喝酒，還有一些人在用武器戰鬥。進入到大廳後，岡格列里看到三個寶座，以及坐在上面的三個人物。至高者坐在最低的寶座上，同樣至高者坐在次高的寶座上，第三者坐在最高的寶座上。引導岡格列里的人告訴他，至高者是大廳的國王。:10-11
在第20章中，第三者說奧丁在瓦爾哈拉與英靈戰士在一起，那些在戰鬥中死亡的人成為了奧丁的養子。:31在第36章中，至高者說女武神在瓦爾哈拉提供飲料和看管桌子，（在此引用了《格里姆尼爾之歌》的第40至41節）。至高者繼續說，女武神是被奧丁派來在戰鬥中選擇誰將死去，並決定誰將勝利。:44-45
在第38章中，岡格列里說：「你說從世界之初就在戰鬥中倒下的人現在都和奧丁在瓦爾哈拉一起。他用什麼來養活他們？我想那裡的人應該有很多。」 至高者回答說這確實是事實，現已有大量的人已經在瓦爾哈拉，但在「狼（芬里爾）來了」時，這個數量仍然太少了。至高者描述說，在瓦爾哈拉不需要為太多的人提供食物，因為他們從沙赫利姆尼爾（Sæhrímnir，這裡被描述為野豬）那裡得到了盛宴，這只野獸每天都被宰殺而後復活（引用了格里姆尼爾之歌第18節）。岡格列里問奧丁是否和英靈戰士吃同樣的食物，至高者回答說奧丁不需要食物，只需葡萄酒，而他把食物分給他的狼：基利和庫力奇（引用了格里姆尼爾之歌第19節）。:46-47
在第39章中，岡格列里問起了英靈戰士所食用的食物和飲料，並詢問那裡是否只有水。至高者回答瓦爾哈拉有適合國王和伯爵的食物和飲料，因為在瓦爾哈拉消費的蜂蜜酒是由山羊海德倫的乳房生產的，而山羊又以世界樹的葉子為食。山羊在一天內生產出的蜂蜜酒足以填滿了一個巨大的酒桶，並讓瓦爾哈拉的所有英靈戰士從中解渴。更進一步說，雄鹿艾克米爾尼爾站在瓦爾哈拉的頂端，咀嚼著世界樹的樹枝。樹枝的水分從他的角上滴下來，落到了赫瓦格密爾裡，形成了無數條河流。:48
在第40章中，岡格列里認為瓦爾哈拉一定很擁擠，至高者回應說瓦爾哈拉是巨大的，儘管有大量的居民，但內裡仍然很寬敞（引用了格裡姆尼爾之歌第23節）。
在第41章，岡格列里說奧丁似乎是一個相當強大的領主，控制著相當大的軍隊，但他想知道英靈戰士在不喝酒時的活動。至高者回答說他們每天穿上戰衣後，就到院子裡一對一地打仗，進行體育鍛煉。然後在吃飯前，他們騎馬回到瓦爾哈拉喝酒（至高者引用了瓦夫蘇魯特尼爾之歌41節的內容）。
在第42章中，至高者描述 「就在開始的時候，當眾神在定居的時候」，他們建立了阿斯加德，然後建立了瓦爾哈拉。 :49-50
第49章敘述了巴爾德的死亡，並描述了用來殺死巴爾德的槲寄生為生長在瓦爾哈拉的西部。:66

#### 詩人的語言
在《詩人的語言》的開首，有一段部分間接描寫瓦爾哈拉的敘述，說亞薩神族拜訪了阿斯加德的諸神。在他們喝酒時，閃閃發光的劍被拿出來作為他們的光源。在那裡，無數的神明都在大吃大喝，他們有大量的蜂蜜酒，而大廳裡的壁板上貼滿了誘人的盾牌。:59

在第2章中，引用了10世紀匿名詩歌《埃里克之歌》中的一段話
那是個什麼樣的夢，奧丁？我夢見我在黎明前起床，為被殺的人清理瓦爾霍爾。我叫醒了英靈戰士，讓他們起來鋪設長凳，清洗啤酒杯，讓女武神為王子的到來端酒。:59
在《詩人的語言》第17章中，正處於憤怒的巨人赫朗格尼爾在試圖追上並攻擊奧丁的馬斯雷普尼爾時，停在了瓦爾哈拉的門前。在那裡，亞薩神族邀請他進去 一同喝酒。赫朗格尼爾醉倒後說他要搬走瓦爾哈拉，把它帶到巨人的土地約頓海姆上。最終，眾神厭倦了他的誇誇其談，並召喚索爾來到了這裡。赫朗格尼爾表示他作為客人受到了亞薩神族的保護，因此他在瓦爾哈拉不會受到傷害。經過一番交談，赫隆格尼爾向索爾挑戰，在格里奧圖納加爾的位置進行決鬥，最後引致到赫隆格尼爾的死亡。:77-78
在第34章，梣樹被說是位於瓦爾哈拉的門前。該樹被描述為擁有紅金的葉子，是眾神和人類中最美麗的樹，在此引述了9世紀斯卡爾德人布拉吉的作品。:96

#### 世界之環

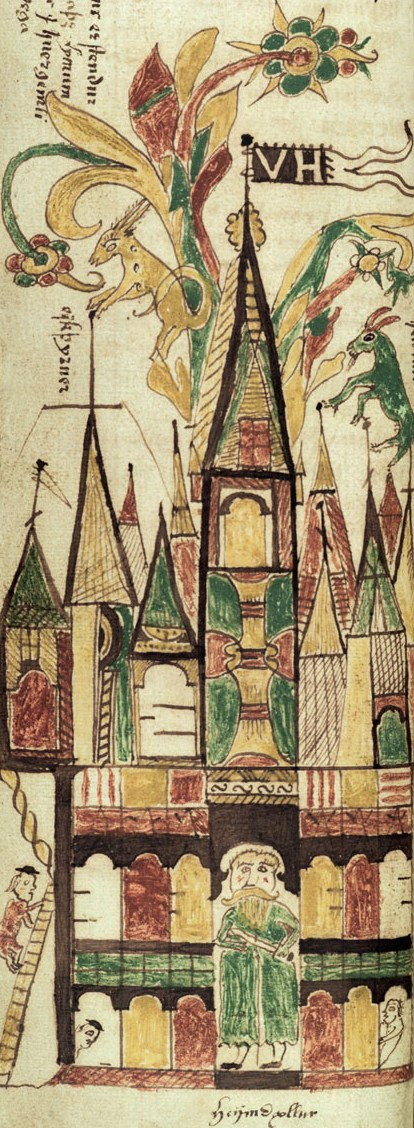
海姆達爾正守衛瓦爾哈拉的大門

在《英林加之歌》第8章中描述了「歷史上的奧丁」在他的國家中頒佈的葬禮法，包括：所有的死者都要和他們的財產一起在墳塚上的火堆上被燒掉，他們的骨灰要被帶出海或埋在土裡。 :12在10世紀的《赫維尼爾的瑟約多夫》中，瓦爾哈拉以「拜訪奧丁」這一短語中間接地被提及，描述了國王萬蘭迪死後前往瓦爾哈拉一事。:179
在第32章中描述了挪威國王哈康一世的葬禮是以北歐多神教的形式進行，這被描述為將他送往瓦爾哈拉，在此引用了《哈康之歌》的詩句，包含了對瓦爾哈拉的提及。:125

#### 法格斯金納
在《法格斯金納》第8章中有一段散文敘述說，在血斧埃里克死後，他的妻子貢希爾德為他創作了一首詩。這首詩是由10世紀的一位匿名作者創作的，被稱為《埃里克之歌》，其中描述了埃里克和其他五位國王死後到達瓦爾哈拉的情況。這首詩以奧丁的評論開始。
奧丁之子布拉基問從哪裡傳來的雷鳴般的聲音，並說瓦爾哈拉的長椅在吱吱作響—好像巴爾德回到了瓦爾哈拉，而且聽起來像是上千人在移動。奧丁回答說，布拉吉很清楚，這些聲音是為血斧埃里克所準備的，他很快就會到達瓦爾哈拉。奧丁讓英雄西格蒙德和辛菲特利起身迎接埃里克，並邀請他進入大廳，如果真的是他的話。:59
西格蒙德問奧丁，為什麼他對埃里克的期望會超過其他國王，奧丁回答說，埃里克已經用許多其他土地染紅了他的血淋淋的劍。當埃里克到了時，西格蒙德向他問好，歡迎他進入大廳，並問他還帶了哪些領主來瓦爾哈拉。埃里克說，和他一起的有五個國王，他會告訴他們所有人的名字，而他自己就是第六個。:59

## 其他的歸宿
非戰死者的靈魂，就會到位於由赫爾所統治的死之國赫爾海姆；女性的靈魂會到由神后弗麗嘉主持的殿堂去；而奴隸的靈魂則會到由雷神索爾所準備的殿堂中。

## 相關命名事物
- 瓦哈拉神殿
- 瓦爾哈拉撞擊坑
- 奧斯頓馬丁瓦爾哈拉（英语：Aston Martin Valhalla）

## 大眾文化
- 上古卷轴V：无界天际

游戏中诺德人逝世后的阴间世界。
- 刺客教條：維京紀元

2020年4月29日20:00(UTC+8)Ubisoft官方發布新版本刺客教條
- 疯狂的麦克斯：狂暴之路

電影中的戰爭男孩相信自己在戰死後即會被領至英靈殿，並視之為至高無上的榮耀。
- 魔兽世界：军团再临

网络游戏魔獸世界新資料片军团再临裏的副本英靈殿即以此為原形。
- 最终幻想XIII-2

女主角莎拉的姐姐雷光所存在的地域被称作“英烈祠”（ヴァルハラ，Valhalla）。
- 异形：契约

彼德偉蘭要大衛用鋼琴彈奏華格納《萊茵的黃金》中的《諸神進入瓦爾哈拉》一曲。
- fate

無意識集合體——蓋亞和阿賴耶所創建的英靈座，分別是代表絕望的守護者及希望的英靈從者。
片尾彩蛋中女主角死去後前往的世界